# Crypsiphona occultaria
Espèce
Crypsiphona occultaria est un insecte lépidoptère de la famille des Geometridae vivant en Australie.

## Galerie

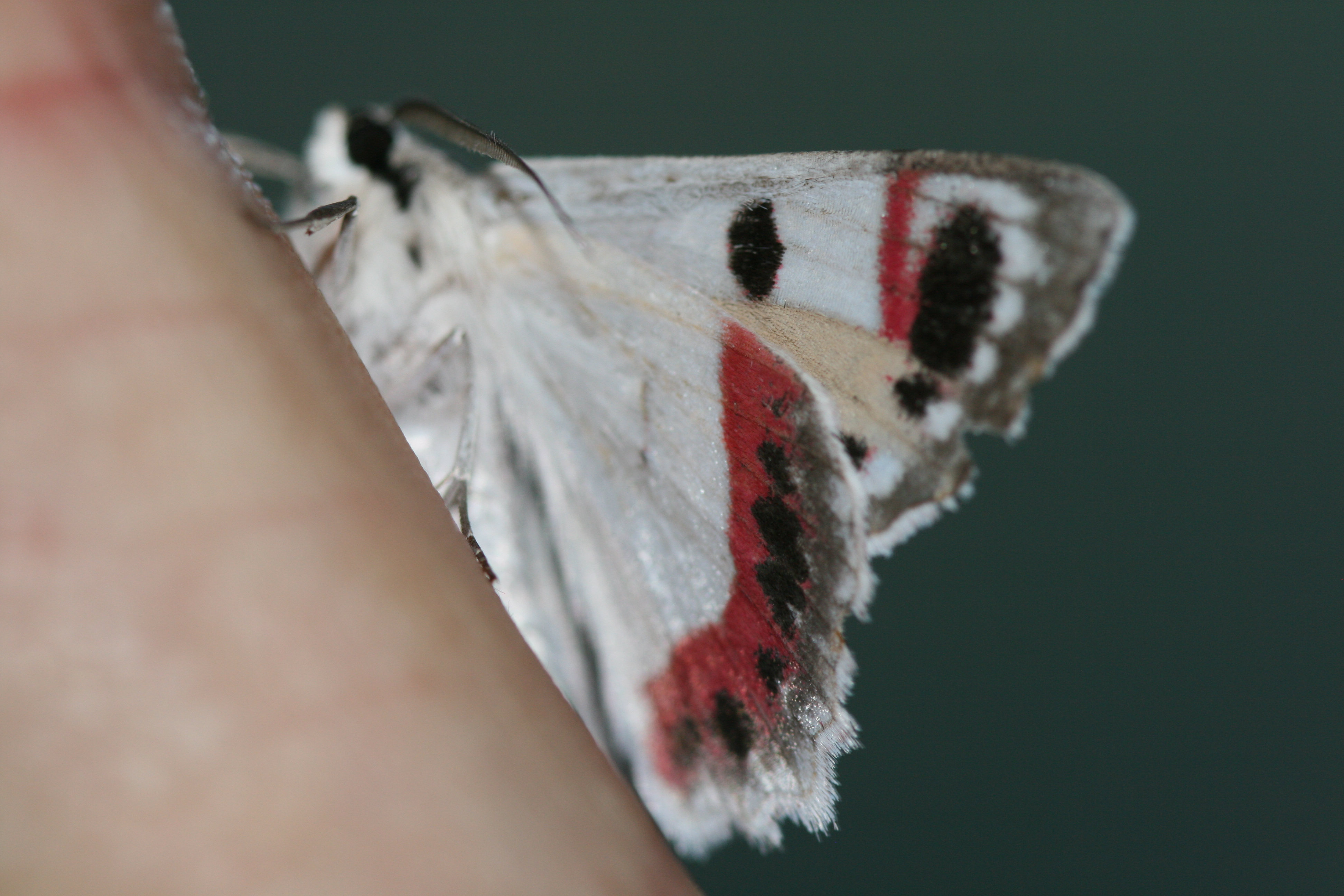
Crypsiphona occultaria à ligne rouge